# Zelomorpha
Zelomorpha (лат.) — род паразитических наездников из семейства Braconidae. 

## Распространение
Неарктика и Неотропика от южных штатов США на севере своего ареала до Аргентины на юге.

## Описание
Мелкие перепончатокрылые наездники, длина тела около 1 см.
Zelomorpha можно отличить от всех других родов Agathidinae по следующей комбинации морфологических признаков: передние лапки с простыми когтями, не гребенчатые; шпора передних голеней короче первого членика лапки; яйцеклад короче половины длины метасомы; лоб ограничен килями; задний трохантеллус с одним или двумя продольными гребнями; нотаули варьируют в размерах, обычно различимы; щёки не удлиненные.
Виды Zelomorpha представляют собой одиночных койнобионтов-эндопаразитоидов свободноживущих гусениц Lepidoptera позднего возраста. Личинки появляются из гусениц до окукливания после того, как гусеницы сплели свои коконы. Затем личинки паразитоидов делают свои бледно-шелковые коконы внутри коконов-хозяев, рядом с трупами хозяев.

## Классификация
Более 60 видов:
- Z. angelsolisi Meierotto, 2019
- Z. annulifovea (Enderlein 1920)
- Z. arizonensis Ashmead, 1900
- Z. bobandersoni Meierotto, 2019
- Z. concinna (Brulle, 1846)
- Z. confusa Gupta & Bhat, 1972
- Z. cordata Bhat & Gupta, 1977[2]
- Z. coxata (Holmgren, 1868)
- Z. curvinervis (Cameron, 1911)
- Z. danjohnsoni Meierotto, 2019
- Z. donwindsori Meierotto, 2019
- Z. dravida Bhat & Gupta, 1977
- Z. effugia Meierotto, 2019
- Z. elegans (Brulle, 1846)
- Z. fascipennis (Cresson, 1865)
- Z. gregaria (Sarmiento & Sharkey, 2004)
- Z. guptai Kurhade & Nikam, 1994
- Z. johnchemsaki  Meierotto, 2019
- Z. kellyanneae  Meierotto, 2019
- Z. larrykirkendalli Meierotto, 2019
- Z. maculipes (Cameron, 1911)
- Z. malayensis Bhat & Gupta, 1977
- Z. mariyavladmirovnae Meierotto, 2019
- Z. melanostoma (Cameron, 1887)
- Z. mikeiviei Meierotto, 2019
- Z. myricagaleae Meierotto, 2019
- Z. nigricoxa (Enderlein, 1920)
- Z. noahjaneae Meierotto, 2019
- Z. parvarga Gupta & Bhat, 1972
- Z. paulgoldsteini Meierotto, 2019
- Z. penetrans (Smith, 1860)
- Z. philippinensis Bhat & Gupta, 1977
- Z. punctator (Roman, 1913)
- Z. rufimana (Brulle, 1846)
- Z. similis (Szepligeti, 1908)
- Z. similis Bhat & Gupta, 1977
- Z. solomonensi Bhat & Gupta, 1977
- Z. terryerwini Meierotto, 2019
- Z. tropicola (Szepligeti, 1908)
- Z. variegata (Szepligeti, 1908)
- Z. wesmaeli (Spinola, 1840)
- Z. willsflowersi
- Z. xanthostigma (Szepligeti, 1902)